# Jugendanstalt Raßnitz
Die Jugendanstalt Raßnitz ist eine Anstalt des geschlossenen Vollzuges für männliche Jugendliche und Heranwachsende in der Ortschaft Raßnitz (Gemeinde Schkopau) in Sachsen-Anhalt.

## Anstalt
Die heutige Anlage wurde im Jahr 2002 fertiggestellt und verfügt über 398 Haftplätze, davon 20 im offenen Vollzug. In ihr verbüßen männliche Personen, die eine Jugendstrafe (gemäß JGG) erhalten haben und meistens unter 21 Jahre sind, ihre Haftstrafe.
Die Fläche der Anlage umfasst annähernd 16 Hektar. Auf dem Gelände befinden sich neben sechs Hafthäusern und dem Freigängerhaus auch zwei Verwaltungsgebäude, das Pfortengebäude, ein Technikgebäude, ein Gewächshaus, eine Schule, eine Sporthalle, drei Werkhallen und ein Kirchengebäude.
Der Innenhof der Anstalt hat eine Größe von einem Hektar. Dort befindet sich ein 780 m² großer Teich. Weitere kleine Höfe sind den einzelnen Gebäuden zugeordnet. Die Außenmauern der Anlage haben eine Länge von 1618 m.

## Vollzug
Der Vollzug ist als Wohngruppenvollzug gestaltet. Die Gefangenen sind jeweils in einzelnen Hafträumen untergebracht; diese Räume werden jedoch zu Wohngruppen von 12 bis 20 Personen zusammengefasst. So soll soziales Miteinander trainiert werden.
In der Schule der Anstalt können Schulabschlüsse der Sekundarstufe (Klasse 9 oder 10) gemacht werden und es gibt Förderkurse für Lernschwache. Darüber hinaus besteht auch die Möglichkeit für Berufsschulunterricht und Berufsabschlüsse. Hierfür stehen Übungswerkstätten, drei Werkhallen und ein Gewächshaus zur Verfügung. Die Berufsausbildung ist in den Bereichen Hochbaufacharbeiter, Tischler, Garten- und Landschaftsbau, Teilezurichter sowie Maler und Lackierer möglich.
Für Freizeitangebote stehen neben Sportplatz und Sporthalle auch Hobby- und Bastelräume zur Verfügung.

## Geschichte
Im Jahr 1959 begannen die DDR-Behörden auf einem Acker nördlich des Dorfes Raßnitz ein Strafvollzugskommando zu errichten. Im Zuge des geplanten Braunkohletagebaus südlich von Raßnitz machte sich eine aufwendige Verlegung der Weißen Elster erforderlich. Die Raßnitzer Gefangenen sollten dort als Arbeitskräfte eingesetzt werden. Am 14. Mai 1960 wurden die ersten 120 Gefangenen in einem Barackenlager untergebracht. 1961 lebten im Lager bereits 450 Gefangene.
Nach Abschluss der Elsterverlegung wurden die Häftlinge im Braunkohlentagebau und im Betongleitfertigwerk Merseburg eingesetzt. In den 1970er Jahren erfolgte auch der Einsatz von Häftlingen in Buna Schkopau im Objekt I54, ebenso im eigenen Betrieb BIR zum Bau der Mauer um das Objekt.
Zwischen 1985 und 1989 wurden das Pforten- und das Dienstgebäude sowie die Fahrzeugschleuse neu errichtet.
Im Dezember 1998 wurde der Auftrag zum Abbruch des größten Teils der Gebäude erteilt. Der Bauzustand der Gebäude war marode und galt als nicht sanierungsfähig, so dass man sich zum Neubau der heutigen Jugendanstalt Raßnitz entschloss. Der 73 Millionen Euro teure Neubau soll Vorbildcharakter für den Strafvollzug haben.
Der Spatenstich fand am 29. März 2000, das Richtfest 2001 statt. Nach 28 Monaten Bauzeit wurde die Jugendanstalt Raßnitz im Jahr 2002 fertiggestellt.